# Урішор
Урішор (рум. Urișor) — село у повіті Клуж в Румунії. Входить до складу комуни Кешею.
Село розташоване на відстані 349 км на північний захід від Бухареста, 48 км на північний схід від Клуж-Напоки.

## Населення
За даними перепису населення 2002 року у селі проживали 998 осіб.
Національний склад населення села:
| Національність | Кількість осіб | Відсоток |
| -------------- | -------------- | -------- |
| румуни         | 984            | 98,6%    |
| угорці         | 9              | 0,9%     |
| цигани         | 5              | 0,5%     |

Рідною мовою назвали:
| Мова      | Кількість осіб | Відсоток |
| --------- | -------------- | -------- |
| румунська | 981            | 98,3%    |
| циганська | 15             | 1,5%     |